# Eucurtiopsis ibisca
Eucurtiopsis ibisca är en skalbaggsart som beskrevs av Alexey K. Tishechkin 2009. Eucurtiopsis ibisca ingår i släktet Eucurtiopsis och familjen stumpbaggar. Inga underarter finns listade i Catalogue of Life.